# Florian Höhne
Florian Höhne (* 13. Juni 1980 in Berlin) ist ein deutscher evangelischer Theologe.

## Leben
Von 1999 bis 2006 studierte er evangelische Theologie in Neuendettelsau, Erlangen und an der Duke University. Von 2013 bis 2016 absolvierte er das Vikariat der Evangelisch-Lutherischen Kirche in Bayern, eingesetzt in der Kirchengemeinde Heilig-Geist, Fürth. Nach der Promotion 2014 zum Dr. theol. war er von 2016 bis 2023 wissenschaftlicher Mitarbeiter an der Professur für Ethik und Hermeneutik (Theologische Fakultät), Humboldt-Universität zu Berlin. Nach der Zuerkennung 2023 der Lehrbefähigung für das Fach Systematische Theologie durch den Fakultätsrat der Theologischen Fakultät der Humboldt-Universität zu Berlin ist er seit 2023 Inhaber des Lehrstuhls für Medienkommunikation, Medienethik und Digitale Theologie, an der Friedrich-Alexander-Universität Erlangen-Nürnberg.
Seine Forschungsschwerpunkte sind digitale Theologie, (theologische) Medienethik, journalistische Berufsethik und Verantwortung.

## Schriften (Auswahl)
- mit Tanja Gojny: Kerzen und Gebete. Der Film „Nikolaikirche“ als Unterrichtsmedium im evangelischen Religionsunterricht. Erlangen 2009.
- Öffentliche Theologie. Begriffsgeschichte und Grundlagen. Leipzig 2015, ISBN 978-3-374-04062-9.
- Einer und alle. Personalisierung in den Medien als Herausforderung für eine Öffentliche Theologie der Kirche. Leipzig 2015, ISBN 978-3-374-04063-6.
- Verantwortung in der evangelischen Ethik. Begriff – Imagination – soziale Praxis. Berlin 2024, ISBN 3-11-137895-0.